# Lirim Kastrati (fotbollsspelare född februari 1999)
Lirim Kastrati, född 2 februari 1999 i Malishevë, FR Jugoslavien (nuvarande Kosovo) är en kosovoalbansk fotbollsspelare (försvarare) som spelar för Widzew Łódź.

## Karriär
Den 28 januari 2024 värvades Kastrati av polska Widzew Łódź, där han skrev på ett 2,5-årskontrakt.